# Эрнандо-Бич (Флорида)
Эрнандо-Бич (англ. Hernando Beach) — статистически обособленная местность, расположенная в округе Эрнандо (штат Флорида, США) с населением в 2185 человек по статистическим данным переписи 2000 года.

## География
По данным Бюро переписи населения США статистически обособленная местность Эрнандо-Бич имеет общую площадь в 10,36 квадратных километров, из которых 10,1 кв. километров занимает земля и 0,26 кв. километров — вода. Площадь водных ресурсов округа составляет 2,51 % от всей его площади.
Статистически обособленная местность Эрнандо-Бич расположена на высоте 1 м над уровнем моря.

## Демография
| Год переписи        | Нас. |  | %±    |
| ------------------- | ---- |  | ----- |
| 1990                | 1767 |  | —     |
| 2000                | 2185 |  | 23,7% |
| 1990–2000 Источник: |      |  |       |

По данным переписи населения 2000 года в Эрнандо-Бич проживало 2185 человек, 727 семей, насчитывалось 975 домашних хозяйств и 1182 жилых дома. Средняя плотность населения составляла около 210,91 человек на один квадратный километр. Расовый состав населённого пункта распределился следующим образом: 97,71 % белых, 0,23 % — чёрных или афроамериканцев, 0,41 % — коренных американцев, 0,55 % — азиатов, 0,92 % — представителей смешанных рас, 0,18 % — других народностей. Испаноговорящие составили 2,56 % от всех жителей статистически обособленной местности.
Из 975 домашних хозяйств в 16,3 % воспитывали детей в возрасте до 18 лет, 65,9 % представляли собой совместно проживающие супружеские пары, в 5,5 % семей женщины проживали без мужей, 25,4 % не имели семей. 19,5 % от общего числа семей на момент переписи жили самостоятельно, при этом 9,0 % составили одинокие пожилые люди в возрасте 65 лет и старше. Средний размер домашнего хозяйства составил 2,24 человек, а средний размер семьи — 2,52 человек.
Население статистически обособленной местности по возрастному диапазону по данным переписи 2000 года распределилось следующим образом: 13,6 % — жители младше 18 лет, 4,7 % — между 18 и 24 годами, 16,7 % — от 25 до 44 лет, 38,8 % — от 45 до 64 лет и 26,3 % — в возрасте 65 лет и старше. Средний возраст жителей составил 53 года. На каждые 100 женщин в Эрнандо-Бич приходилось 98,3 мужчин, при этом на каждые сто женщин 18 лет и старше приходилось 98,3 мужчин также старше 18 лет.
Средний доход на одно домашнее хозяйство статистически обособленной местности составил 47 014 долларов США, а средний доход на одну семью — 49 605 долларов. При этом мужчины имели средний доход в 47 093 доллара США в год против 21 630 долларов среднегодового дохода у женщин. Доход на душу населения статистически обособленной местности составил 47 014 долларов в год. 4,2 % от всего числа семей в населённом пункте и 6,6 % от всей численности населения находилось на момент переписи населения за чертой бедности, при этом из них были моложе 18 лет и 10,3 % — в возрасте 65 лет и старше.